# Fred Woodhouse
Fred Woodhouse (eigentlich Frederick Irvine Woodhouse; * 13. Juni 1912; † 8. Juli 1998) war ein australischer Stabhochspringer.
Bei den British Empire Games gewann er 1934 in London Bronze und wurde 1938 in Sydney Siebter.
Dreimal in Folge (1932, 1934, 1936) wurde er Australischer Meister.